# Grady Booch

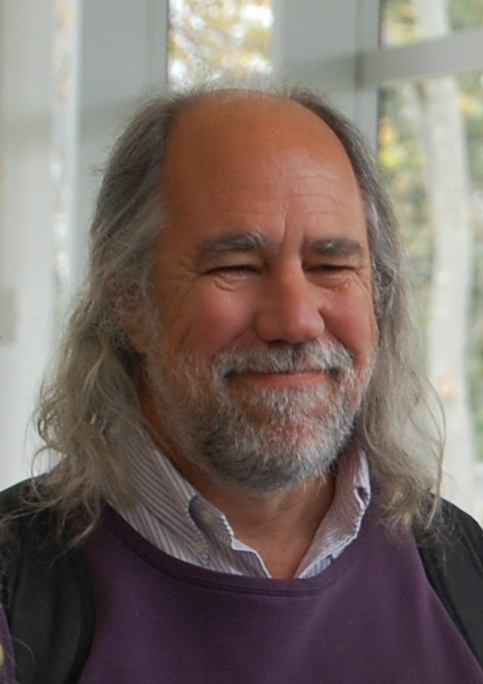
Grady Booch

Grady Booch (ur. 1955) – główny szef Rational Corp oraz redaktor magazynu Software Development. Opracował metodę obiektową zwaną metodą Boocha. W późniejszym czasie razem z Ivarem Jacobsonem i Jamesem Rumbaughem opracowali zunifikowany język modelowania (UML). Oficjalnie początek tego języka datuje się na październik 1995 roku.